# 沙巴美术馆
沙巴美术馆是一所位于马来西亚沙巴州首府亚庇的美术馆。

## 历史
沙巴美术馆于1984年建成。2012年，沙巴美术馆获绿色建筑指标评审小组认定为绿色建筑。2013年11月9日，时任沙巴州首席部长慕沙阿曼在沙巴州参组马来西亚联邦50周年之际，为沙巴艺术馆保护中心的建设项目进行开幕。

## 建筑
沙巴美术馆占地面积约为1.7公顷，是一个呈八角形的篮形建筑。其建造成本为约为1600万马币。

## 展览
沙巴美术馆共分为两个展览区域，分别为永久性展览区和临时性展览区。永久性展览区展示了超过3000件马来西亚本地或国际艺术家的艺术作品，总价值估计超过1000万马币。临时性展览区不定期地展示各种各样的展品。

## 活动
除了展览外，沙巴美术馆还定期举办研讨会、比赛等系列活动。